# Vincent Defrasne
Vincent Defrasne (Pontarlier, 9 de março de 1977) é um ex-biatleta francês, campeão olímpico.

## Carreira
Vincent Defrasne representou seu país nos Jogos Olímpicos de 2002, 2006 e 2010, na qual conquistou a medalha de ouro, na perseguição de 12,5km.